# 小笠原欣幸
小笠原欣幸（日语：／ Ogasawara Yoshiyuki，1958年3月—）是一名日本的政治學家，現任國立清華大學人文社會學院學士班榮譽講座教授，曾任东京外国语大学名譽教授、綜合国際学研究院（国際社会部門・地域研究系）教授。學術專長是比較政治学、台灣政治研究，曾經擔任日本台灣学会理事等職位。

## 學術專業
就讀一橋大學大学院社会学研究科時指導老師是都築忠七，論文題為《對哈羅德·拉斯基「經由同意的革命」理論之研究》，論文審査委員包括都築忠七、田中浩、加藤哲郎。
研究興趣英国政治思想史研究開始，之後由於到國立政治大學學習汉语的緣故開始轉向台湾研究，專攻方向為台灣的族群問題、選舉議題等。最早發表的論著出現於1996年。1999年到2000年擔任国立政治大学中山研究所客座教授。在評論2022年中華民國地方公職人員選舉時，於投票一個月前便精準預測到選舉結果，誤差甚至低於一個百分點，令產業經濟新聞社台北支局長矢板明夫發文致敬並宣稱「下次回東京得去拜師」。

## 簡歷
1981年3月畢業於一橋大學社会学部，5年後於博士班畢業，期間於英國雪菲爾大學、肯特大学留學。1991年4月任东京外国语大学外国語学部講師，1994年後任助教授，同年在台灣國立政治大學任客座研究員，受當年台北市市長選舉影響而開始研究台灣選舉及政治。
在其後數年，一路從助教授一路升至準教授、教授。直至2023年自東京外國語大學退休，成為該校名譽教授。2024年9月，獲聘為國立清華大學人文社會學院學士班榮譽講座教授，專門教授台灣政治與選舉相關研究。

## 著作

### 單著
- 『ハロルド・ラスキ――政治に挑んだ政治学者』（勁草書房，1987年)
- 『衰退国家の政治経済学』（勁草書房，1993年)
- 『台湾総統選挙』（晃洋書房，2019年）[14]

### 共著
- 『イギリス社会主義思想史』（三省堂，1986年）
- 『陳水扁再選 : 台湾総統選挙と第二期陳政権の課題』（日本貿易振興機構亞洲經濟研究所（日语：アジア経済研究所），2004年）
- 『ポスト民主化期の台湾政治 : 陳水扁政権の8年』（日本貿易振興機構亞洲經濟研究所，2010年）
- 『膨張する中国の対外関係 : パクス・シニカと周辺国』（勁草書房，2010年）
- 『馬英九再選 : 2012年台湾総統選挙の結果とその影響』（日本貿易振興機構亞洲經濟研究所，2012年）
- 『現代台湾政治を読み解く』（研文出版，2014年）
- 『主要国の対中認識・政策の分析』（日本国際問題研究所，2015年）
- 『現代台湾の政治経済と中台関係』（晃洋書房，2018年）
- 『蔡英文再選 : 2020年台湾総統選挙と第2期蔡政権の課題』（日本貿易振興機構亞洲經濟研究所，2020年）

### 譯書
- 安德魯·甘布爾（英语：Andrew Gamble）『イギリス衰退100年史』（みすず書房，1987年)
- 安德魯·甘布爾『自由経済と強い国家――サッチャリズムの政治学』（みすず書房，1990年)
- 安德魯·甘布爾『資本主義の妖怪――金融危機と景気後退の政治学』（みすず書房， 2009年）

### 研究論著
- 『現代台湾政治を読み解く』（共同論著），收錄「台湾の選挙を地方から読み解く―雲林県の事例」[15]
- 『馬英九政権期の台湾の対中認識と政策』[16]